# Leo Gutmann
Leo Gutmann (* 1875 in Coburg; † 1951 in Los Angeles) war ein deutscher Rechtsanwalt.

## Leben
Gutmann war der Sohn eines jüdischen Stoffhändlers. Nach dem Abitur in Gotha studierte er Jura und Nationalökonomie in München, Berlin und Jena. Nach der zweiten juristischen Staatsprüfung 1901 war er als Rechtsanwalt in Gotha tätig. Von 1908 bis 1924 betrieb er eine Kanzlei zusammen mit dem Rechtsanwalt und späteren Landgerichtsdirektor Alfred Wachtel. 
Gutmann engagierte sich politisch in der Deutschen Demokratischen Partei (DDP), 1920 kandidierte er für die Gothaer Landesversammlung. Er war Freimaurer und im Centralverein Deutscher Staatsbürger jüdischen Glaubens aktiv. 
Nach der sog. „Machtergreifung“ im Januar 1933 veröffentlichte der „Gothaer Beobachter“ im September 1933 einen Hetzartikel gegen Gutmann, schon zuvor war ihm die Zulassung als Rechtsanwalt entzogen worden. Gutmann zog zunächst nach Düsseldorf und konnte dann 1937 in die USA fliehen.

## Schriften
- Rede des Rechtsanwalt Dr. Gutmann in Gotha, gehalten in der öffentlichen Versammlung der Deutschen Demokratischen Partei in der Oberrealschule in Gotha am 7. Dezember 1918. Stollberg, Gotha um 1918.
- Die Neugestaltung Thüringens. Wiedemann, Saalfeld 1919 (Schriften zur Thüringer Frage; 1).
- Rechte und Pflichten der Ausländer: die neue preußische Polizeiverordnung über die Behandlung der Ausländer. Friedmann, Berlin 1932.